# Ctenophorus clayi
Espèce
Synonymes
- Amphibolurus clayi Storr, 1967

Ctenophorus clayi est une espèce de sauriens de la famille des Agamidae.

## Répartition
Cette espèce est endémique d'Australie. Elle se rencontre en Australie-Occidentale, en Australie-Méridionale et au Territoire du Nord.

## Étymologie
Cette espèce est nommée en l'honneur de Brian T. Clay (fl. 1950-2004).

## Publication originale
- Storr,  1967 "1966" : The Amphibolurus reticulatus species-group (Lacertilia: Agamidae) in Western Australia. Journal of The Royal Society of Western Australia, vol. 49, p. 17-25.